# 面包板

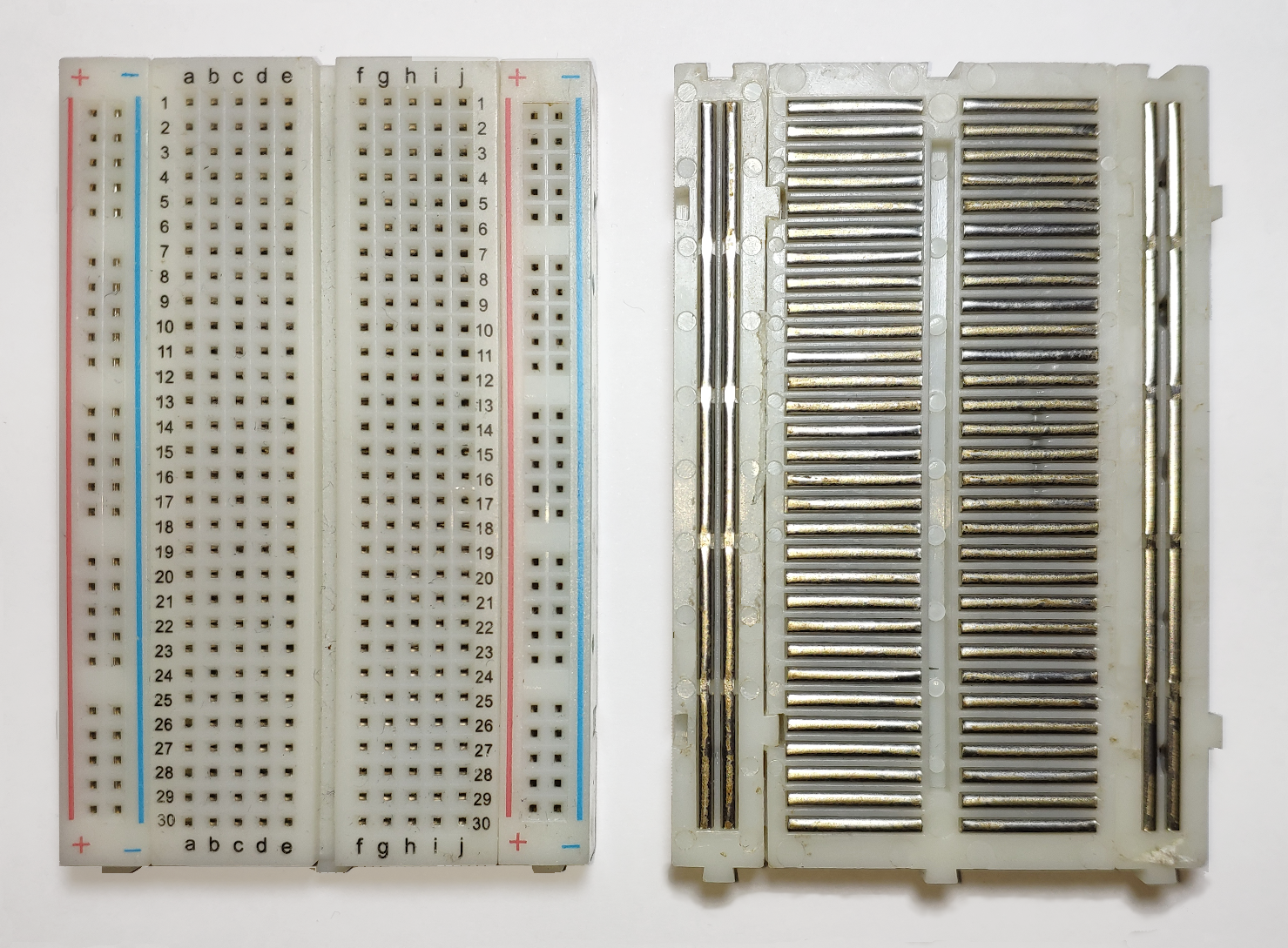
400孔规格的面包板与其拆开后的内部结构

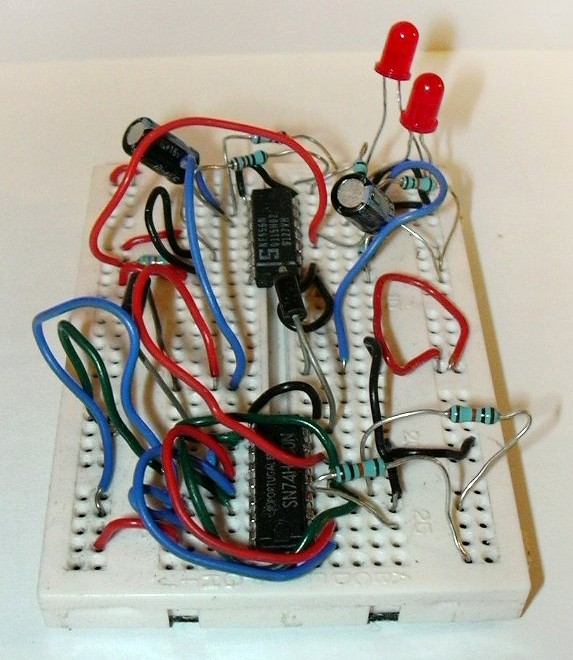
一套在面包板上完成的电路

面包板內部的連線结构

麵包板（英語：Breadboard）或叫免焊萬用電路板（solderless breadboard），為電子電路設計中常用的一種基底。與印刷電路板不同，麵包板無需焊接或損壞電路軌道，因此可以反覆使用。麵包板非常適合用於打造原型產品，在學生和技術教育領域非常受歡迎。
麵包板可以用於製作各種電子系統的原型，例如：製作小型類比數位電路或完整的中央處理單元（CPU）。
與更永久的電路連接方法相比，現代麵包板具有高寄生電容、相對高的電阻，且容易受到擠壓和物理退化的影響。訊號傳輸頻率限制在約10 MHz，即使低於此頻率，也不一定能保證所有功能正常運作。